# Tropicomyia porrecta
Tropicomyia porrecta är en tvåvingeart som beskrevs av Spencer 1977. Tropicomyia porrecta ingår i släktet Tropicomyia och familjen minerarflugor. Inga underarter finns listade i Catalogue of Life.